# Пако (народ)
Пако (варіанти назви: Pa Co, Paco, Pacoh, Pako, Pokoh, Poko, Ganai, Gado) — мон-кхмерський народ у Лаосі, одна з 49 офіційно визнаних етнічних груп цієї країни.
«Пако» означає «горяни».
Близькими родичами пако є народи таой та бру. Вони займають спільну територію по обидва боки лаосько-в'єтнамського кордону, підтримують між собою тісні зв'язки, але існують певні відмінності в мовах та звичаях цих народів.
Пако живуть також на території сусіднього В'єтнаму, але там вони вважаються частиною народу таой.

## Розселення
Пако живуть на південному сході Лаосу, переважно на північному сході провінції Сараван (район Самуй та ін.), а також на південному сході провінції Саваннакхет (район Нонг).
Етнічний масив пако продовжується й по той бік лаосько-в'єтнамського кордону, де вони розселені в провінціях Куангчі та Тхиатхьєн-Хюе.
Батьківщина пако — віддалені райони Аннамських гір. Дістатися них з боку Лаосу дуже важко. Нерівною ґрунтовою дорогою, що веде туди, проїхати можна лише вантажівкою, та й то тільки в сухий сезон. У вологий сезон доступні лише водні шляхи. Значно кращою є інфраструктура з в'єтнамського боку, з Хюе до повіту Алиой, основного району пако у В'єтнамі, прокладена шосейна дорога.

## Чисельність
Чисельність пако за даними перепису населення Лаосу 2015 року становила 22 640 осіб, це 0,4 % всього населення країни.
Чисельність народу за даними попереднього 2005 року перепису становила 16 523 особи, з них 15 824 особи проживало в провінції Сараван, 647 осіб у провінції Саваннакхет, ще 52 особи в інших провінціях.
Чисельність носіїв мови пако на території В'єтнаму 2002 року оцінювалась приблизно в 16 тис. осіб.

## Мова
Мова пако (код ISO 639-3: pac) належить до катуйської гілки мон-кхмерських мов (австроазійська сім'я).
Користуються також в'єтнамською (у В'єтнамі) або лаоською (в Лаосі) мовами. Через те, що території пако легше дістатися з в'єтнамського боку, пако, крім рідної, більше розмовляють в'єтнамською, ніж лаоською. Рівень писемності (в'єтнамською або лаоською) становить 15-25 %.
У Лаосі мова пако перебуває в активному використанні. Понад 70 % пако в цій країні є одномовними.
Для мови пако була створена писемність на основі лаоського письма в Лаосі та латиниці у В'єтнамі. Існує словник, граматика. Протягом 1965—1969 рр. мовою пако була перекладена частина Біблії.

## Історія
Уважається, що першими жителями Індокитаю були племена, що говорили мон-кхмерськими мовами; серед них були й предки пако. Однак, починаючи з XIV—XV ст., народи тайської групи (предки лаосців, сіамців та ін.), що мігрували з південного Китаю, витіснили їх із долин у гори.
Війна у В'єтнамі (1959—1975) принесла терор і смерть людям пако на їхніх традиційних землях по обидва боки кордону. Тут стикалися комуністичний Північний В'єтнам з капіталістичним Південним В'єтнамом. Комуністи з В'єтконгу транспортували стежкою Хошиміна, що проходила землями пако, армійську техніку та боєприпаси. Американська військова авіація піддавала район бомбардуванням. Дехто з місцевих жителів, намагаючись уникнути тяжких американських атак, утікав у глухі райони Аннамських гір.
Наприкінці 1990-х років уряд Лаосу робив спроби перенесення деяких сіл пако ближче до міста Сараван, але вони виявилися невдалими.

## Господарство
Традиційно пако вирощують суходільний рис переголовим підсічно-вогневим способом. Вирощують також кукурудзу, маніок, солодку картоплю, таро, гарбузи, дині, помідори, перець чилі, огірки, квасолю. Місцеві фрукти: банани, манго, папая. Люди тут дуже бідні. Гірський рельєф та безплідні ґрунти роблять місцеве сільське господарство малоефективним.
Пако, які живуть в Аннамських горах, зазвичай не мають буйволів чи великої рогатої худоби. Біля хат тримають свиней, курей та качок. Більшість м'яса, яке вони споживають, — це дичина, яку полюють у лісі. Вони ловлять щурів за допомогою залізних капканів, полюють птахів, випускаючи каміння із пращі. Мисливці також використовують списи та самостріли, часто із отруєними стрілами, для полювання оленів, кабанів та іншої дичини. Рибу ловлять пастками та сітками в сусідніх струмках. Збирання дикорослих фруктів, коріння, бамбука та інших плодів доповнює раціон щоденного харчування.
Чоловіки пако є досвідченими майстрами у виготовленні бамбукових кошиків та різьбленні по дереву. Вони також роблять пастки для лову риби, птахів або щурів з бамбука та заліза. Пако не вміють ткати, тому купують одяг у сусідніх народів або на лаоських базарах. Свої традиційні традиційні намиста роблять власноруч з матеріалів, придбаних у торговців.
Переселенці, щоб заробити трохи грошей для задоволення своїх основних потреб, наймаються будівельниками або на кавові плантації.

## Суспільство
Сільські громади пако складаються з розширених сімей, кожна з яких у минулому займала окрему довгу хату.
Село керується радою старійшин, один із членів якої вважається сільським старостою. Старійшини регулюють користування сільською землею, організовують урочистості в селі, вирішують конфлікти, які неможливо вирішити на сімейному рівні, карають тих, хто порушує звичаєві закони. Сільський староста представляє громаду за межами села, зокрема він є посередником між громадою та представниками держави.
Суспільство пако є патрилінійним. Після одруження дружина переходить до батьківського роду чоловіка.
Суспільство поділяється на роди, кожен з яких виводить своє походження від спільного предка та має своє тотемне ім'я, що повторює назву певної рослини або тварини. Деякі роди мають харчові табу на тотемну рослину чи тварину.
Пако моногамні. За наречену потрібно сплатити викуп, розмір якого залежить від статків сімей. Для прикладу, він може включати два гонги, тридцять перлів, свиню та кілька глечиків рисового самогону. Пако вкладають мішані шлюби з таой, бру та кадо.

## Вірування та традиції
Пако дотримуються традиційних анімістичних вірувань. Вони шанують численних духів та божеств, просять їх про захист та благословення, сподіваються, що ті дарують людям гарний урожай. Мають сильну віру в духів села та духів предків, усі інші духи навколишнього середовища здаються їм набагато менш важливими.
Хоча у В'єтнамі серед пако є близько 100 християн, у Лаосі в Христа ніхто не вірить.
У кожному селі є свій шаман, який відповідає за спілкування з духами. Шаман також виконує функції цілителя. Хвороби розглядаються як результат дії ображених духів. Місія шамана полягає у визначенні духа, який був потривожений, та визначенні жертви, яку слід принести для заспокоєння цього духа. Залежно від серйозності хвороби та «вимоги» духа, сім'я хворої людини повинна принести в жертву щось від курки до буйвола. Оскільки пако не тримають буйволів, вони мають купувати їх в сусідніх народів, отже, більшість людей не може дозволити собі таку жертву.
Пако ховають померлих у могилах. При цьому людей із бідних сімей загортають у тканину, а людей із заможних родин кладуть у дерев'яну труну. Душі небіжчика бідні приносять в жертву курку, а заможні — буйвола. Кладовище розташовується в лісі за кілька сотень метрів від села. Могилу з обох кінців позначають каменем, бамбуковою палицею або дерев'яною дошкою.
Раз на п'ять років пако відзначають свято ексгумації. Вранці жителі села вдягають своє найкраще вбрання та йдуть на сільське кладовище. Вони викопують своїх померлих родичів, вимивають кістки й кладуть їх назад у труну чи дерев'яний ящик. Церемонію супроводжують музиканти, які стоять на краю кладовища й грають на гонгах, флейтах та рогах. У другій половині дня усі жителі села відзначають цю святкову подію, танцюють, бенкетують, випивають.

## Житло
До середини XIX ст. пако жили розширеними сім'ями в довгих хатах, які могли вмістити до 200 осіб та 50 вогнищ. Довга хата стояла на палях, мала дерев'яний каркас. Кожна хата мала велику кімнату з трьома-чотирма вогнищами, яка виконувала роль гостинної, робочої зони та місце виконання побутових обрядів. Хата мала центральний коридор, до якого виходили окремі кімнати, які займали нуклеарні сім'ї. Кожна кімната мала власне вогнище та власний вхід, до якого вели дерев'яні сходи.
Сьогодні пако живуть в набагато менших хатах, розрахованих на окрему нуклеарну сім'ю. Хати ставлять на палях, на висоті приблизно 1-1,5 метри над землею. Вони мають крутий дах, криті соломою. Стіни складають з бамбукових матів, а підлогу — з розщепленого на тріски бамбука. Хата має єдину кімнату, до якої веде коротка драбина. В одному з кутків розташоване земляне вогнище з усім необхідним кухонним начинням. Члени сім'ї сплять у протилежному кутку на бамбукових циновках прямо на підлозі. Спальні місця можуть бути відділені від основного простору легкими перегородками з бамбукових матів, але можуть і взагалі не відгороджуватись. У деяких хатах кухня розташована в окремій господарській споруді, що примикає з одного з боків до основної хати й має додатковий вхід іззовні. Більшість хат у пако мають 2-3 вікна.
У кожному селі є громадська хата, де проводять соціальні заходи. Чоловіки приходять також туди випивати, там приймають гостей, хваляться своїми мисливськими досягненнями тощо.

## Побут

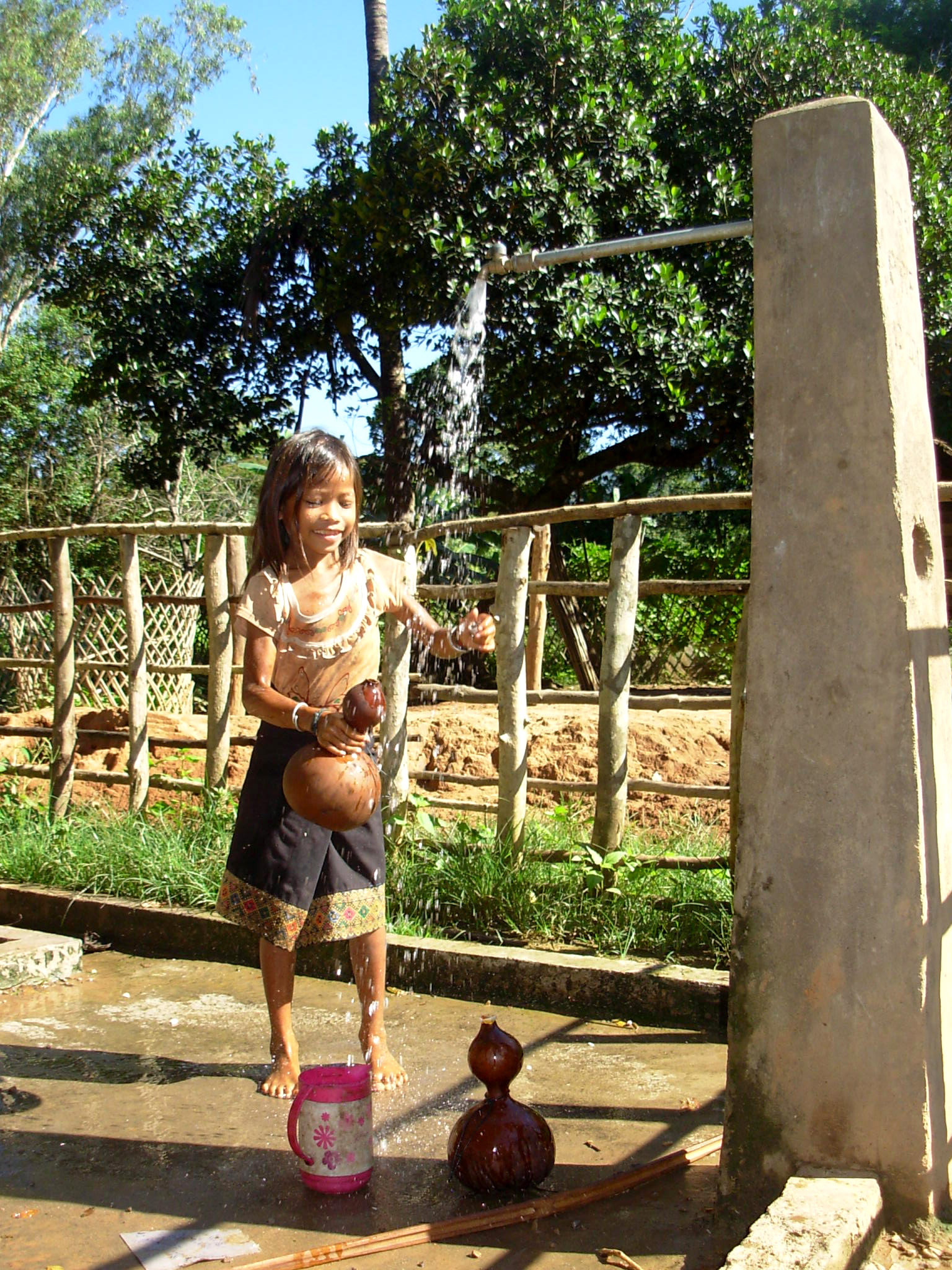
Дівчинка набирає воду для домашніх потреб.

Традиційний одяг чоловіків пако складається з однієї лише пов’язки на стегнах. Жінки вдягають тканину, яка прикриває тіло від грудей до трохи вище колін. Вона прикрашена широкими горизонтальними червоними смугами та тоншими фіолетовими та жовтими смужками; верхня та нижня кайма чорного кольору. Зараз жінки й чоловіки все більше відмовляються від традиційного одягу, особливо переселенці. Вони носять дешевий одяг лаоського виробництва. Жінки вдягаються в саронг та блузку або футболку. Чоловіки пако носять шорти, залишаючи верхню частину тіла голою або вдягають футболку.
Жінки пако, як і раніше, носять свої традиційні намиста, на зап’ястя вдягають браслети. Деякі літні жінки проколюють вуха і прикрашають їх срібними сережками.
Свій традиційний костюм мають у пако шамани. На нижню частину тіла вони вдягають саронг, верхню прикриває фіолетова накидка з довгими рукавами у в'єтнамському стилі, на голові носять різнокольоровий тюрбан. Шаман також є доглядачем двох великих бронзових гонгів.
Основу харчування пако становить рис. Тут дуже люблять домашній рисовий самогон, який п’ють із глиняних глечиків. Як чоловіки, так і жінки, старі й молоді люблять палити тютюн з використанням своїх традиційних дерев’яних люльок.
Після довгого дня в полі пако люблять збиратися разом і відпочивати, співають пісень, танцюють. У традиційних піснях, які називаються оат, вони висловлюють свої радощі та смуток. Люди співають про війни, які пережили їхні предки, гніт та ворожість, з якими вони стикалися з боку інших етнічних груп, які бажали мати їх за рабів. Пако мають багато народних віршів, прислів’їв та загадок, які розповідають про боротьбу добра і зла, справжнє кохання та відданість між чоловіком та жінкою. 